# Tuibrug

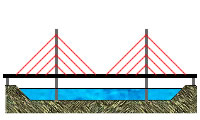
Het principe van een tuibrug

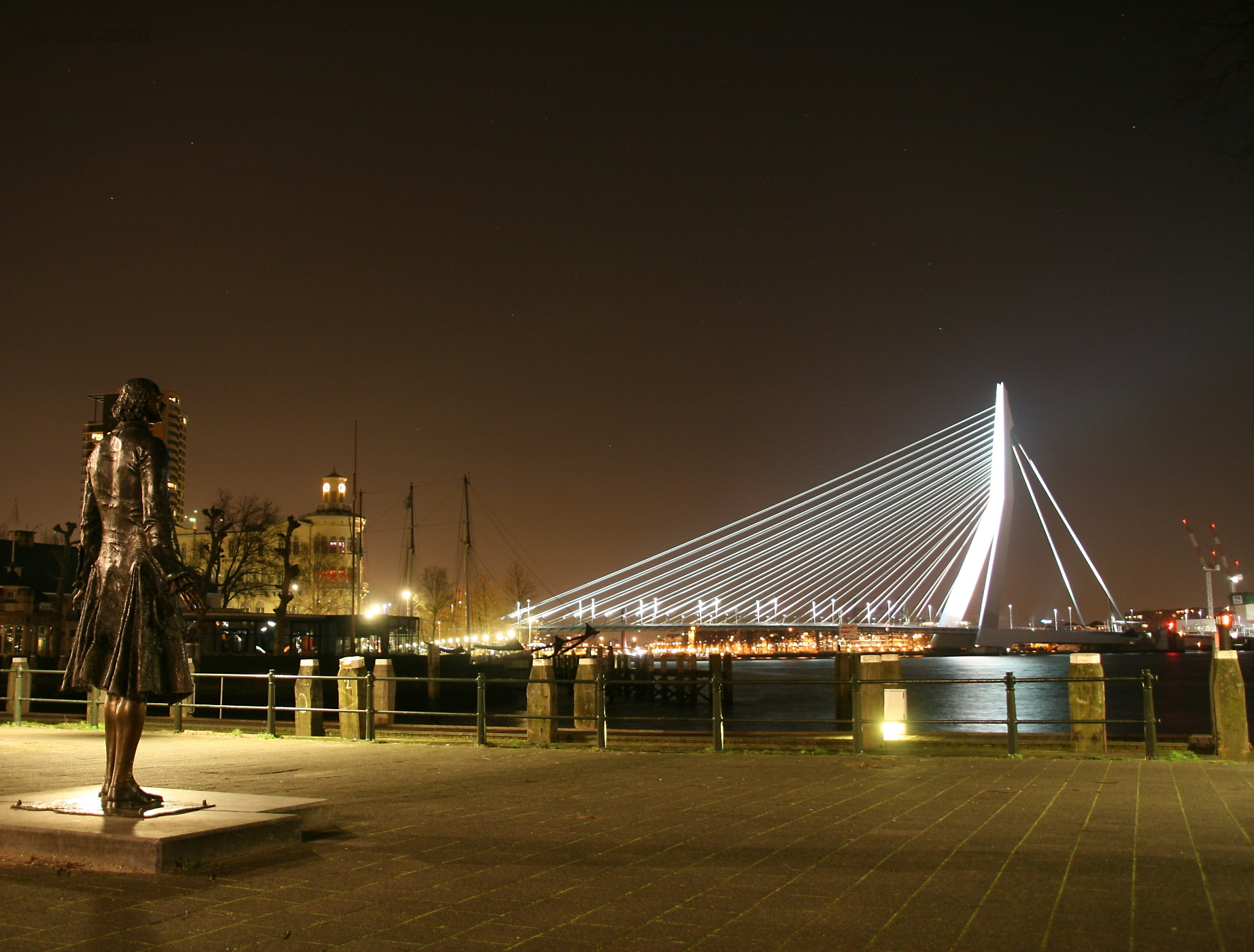
De Erasmusbrug in Rotterdam, met een asymmetrische, geknikte pyloon

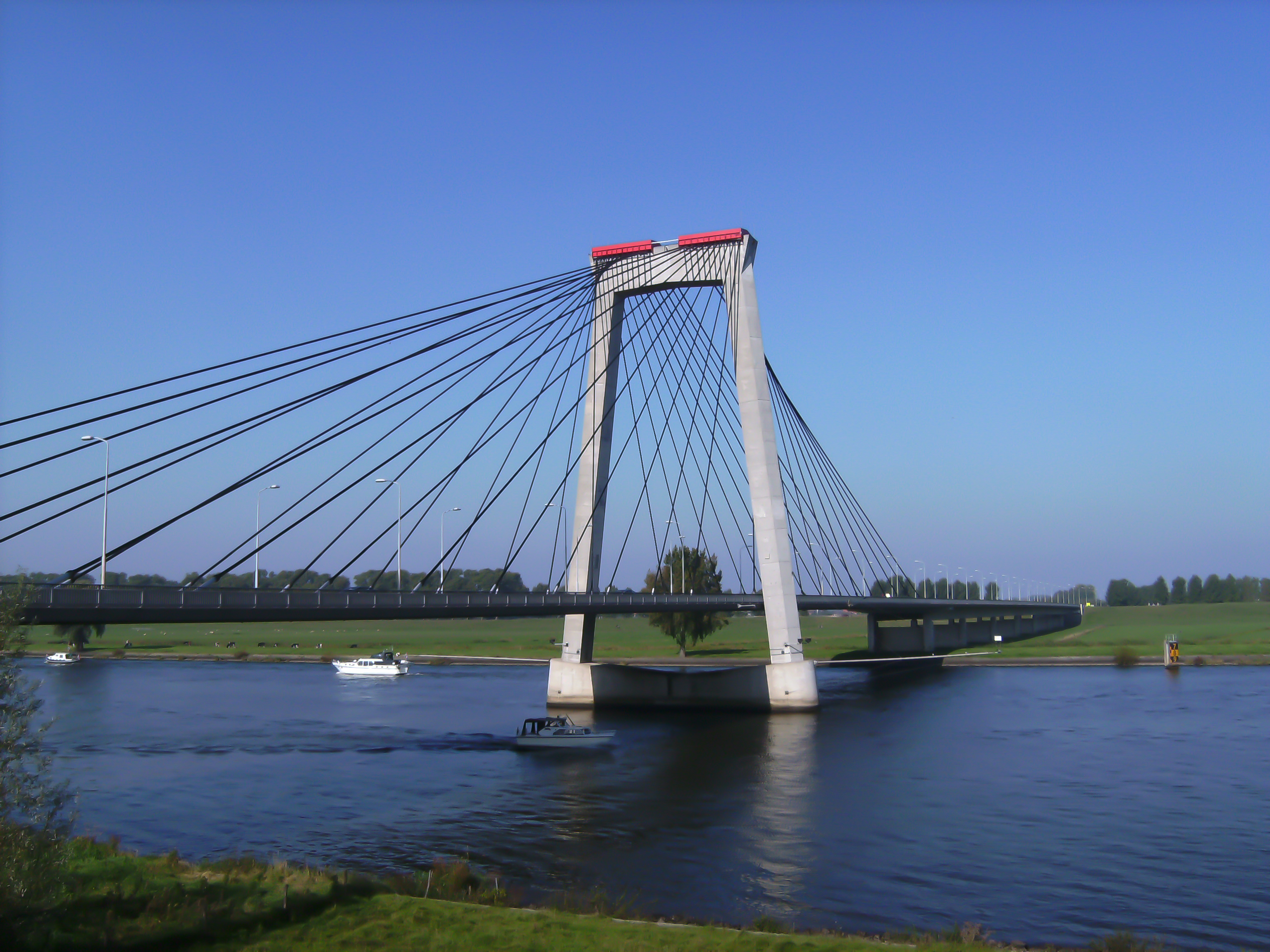
Brug bij Heusden

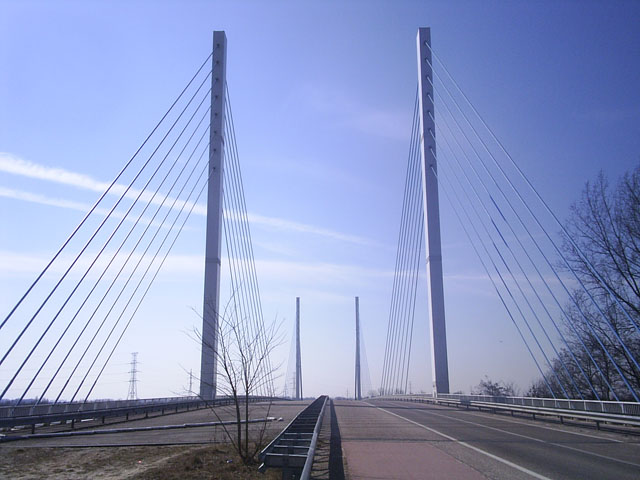
De tuibrug in Godsheide (Hasselt)

Een tuibrug, waaierbrug of (tui)kabelbrug is een type brug met een of meerdere pijlers waarbij aan elke pijler een stuk brugdek door middel van kabels (de trekkers of tuikabels) opgehangen is.
Deze techniek wordt vaak toegepast bij middelgrote tot grote overspanningen, zo'n: 100 tot 500 meter. Overspanningen tot 1100 m behoren echter ook tot de mogelijkheden. 

## Beschrijving en toepassing
Dit type brug kenmerkt zich door een rijdek (weg of spoorlijn) dat is opgehangen aan dikke kabels (de tuien). In de tuien is sprake van trekkracht. De kabels zijn rechtstreeks bevestigd aan de pylonen of worden door de pylonen
geleid om in de volgende overspanning opnieuw in het brugdek verankerd te worden. De pylonen voeren het gewicht van de brug vervolgens af naar de fundering; in de pylonen is sprake van drukkracht.
Tuibruggen worden in het algemeen toegepast bij wat grotere overspanningen. Bij kleine overspanningen zijn andere typen, zoals liggerbruggen of plaatbruggen vaak efficiënter. Een voordeel van het gebruik van een tuibrug boven een ligger- of plaatbrug is dat de dikte van het dek beperkter is. Door de vorm van de brug, (meestal vlakker), dient er minder hoogteverschil te worden overwonnen.
Bij tuibruggen en hangbruggen kan men problemen krijgen met negatieve reacties nabij de landhoofden. Daarom dient men soms opleggingen te voorzien die negatieve reacties kunnen opnemen.

Verschillende configuraties van de tuikabels
Harpvorm/Waaiervorm
Straalvorm
Stervorm

Elke configuratie kan al of niet dubbel zijn uitgevoerd (in de tekeningen twee achter elkaar), met in dat geval het wegdek (grotendeels) ertussen, en met dubbel uitgevoerde pylonen, die per stel aan de bovenkant al of niet onderling verbonden zijn.

## Historiek van de tuibruggen
Het idee om een brugdek bijkomend te ondersteunen met kabels vanaf één of twee pylonen kan men traceren tot in de vroege jaren 1600, toen de Venetiaanse ingenieur Verantius een houten brug verstevigde met verschillende kettingvormige kabels. In 1784 ontwierp de Duitse timmerman C.T. Loscher een tuibrug met een overspanning van 32 m, volledig opgebouwd uit hout, inclusief de tuien.
Tuibruggen werden gestaag verder ontwikkeld, maar het concept kende verschillende tegenslagen. Zo was er de instorting van de voetgangersbrug over de Tweed bij Dryburgh Abbey in 1818 en van de brug over de rivier Saale bij Nienburg in 1825. Beide catastrofes vonden plaats binnen het eerste jaar na de voltooiing van die bruggen.
Door deze mislukkingen kregen tuibruggen tijdelijk een slechte reputatie en het ontwerp ervan verschoof voor bijna een volledige eeuw naar de achtergrond, ten voordele van de hangbruggen. De ingestorte brug bij Dryburgh Abbey werd bijvoorbeeld vervangen door een hangbrug.

### Hybride structuren

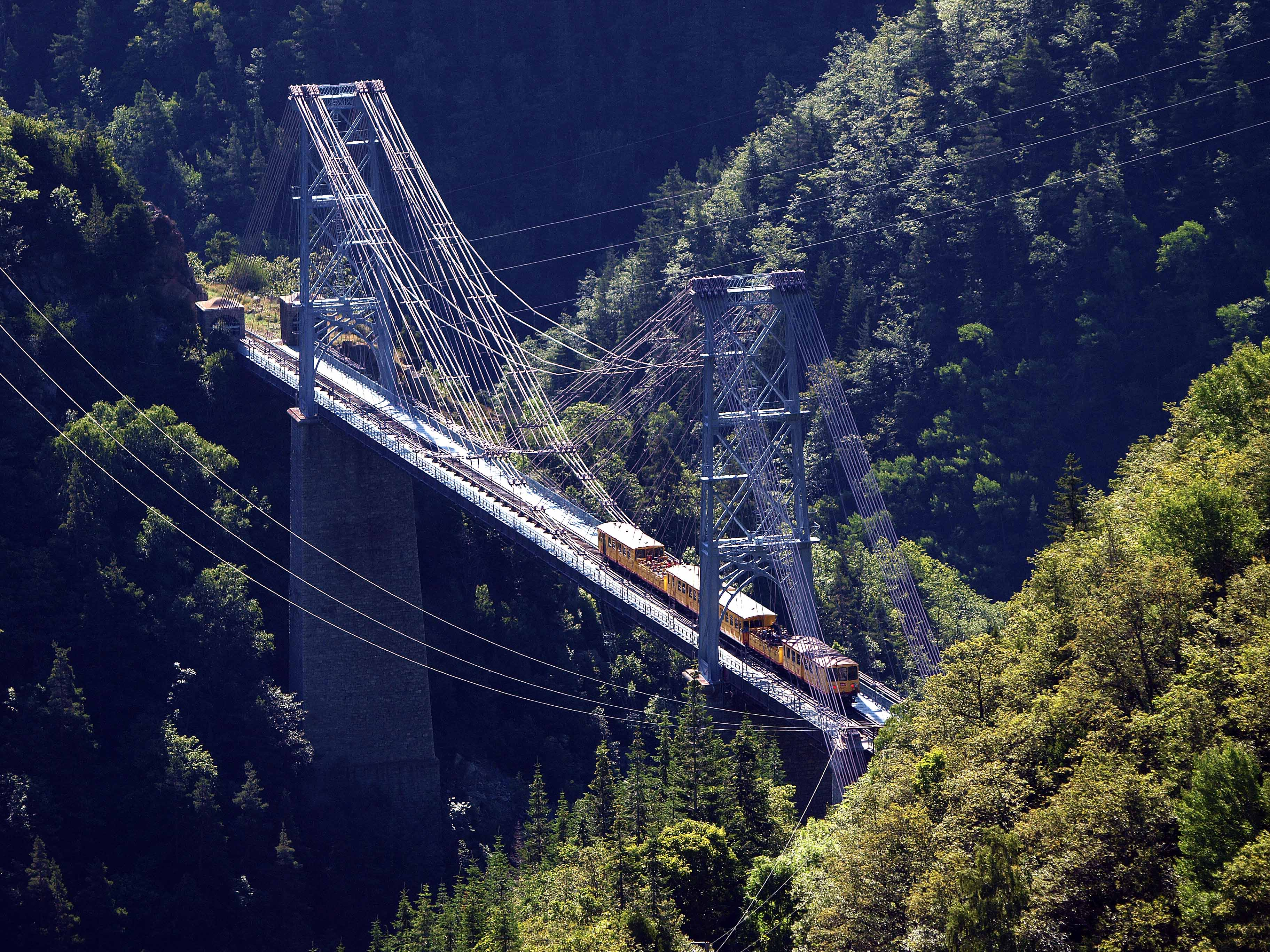
De Pont de Cassagne in Frankrijk, een ontwerp van Albert Gisclard

Ondanks de eerste slechte ervaringen met tuibruggen werd het principe wel verder aangewend bij de ontwikkeling van de hangbruggen. Zo  werden vele hybride structuren ontworpen, waarbij tuien in hangbruggen geïntroduceerd werden om de vervormbaarheid te beperken. Door het succes van die hybride structuren zette de Franse ingenieur Albert Gisclard (1844 - 1909) in 1899 een nieuwe stap in de ontwikkeling van de tuibruggen door de introductie van een nieuw kabelsysteem: hij voegde horizontale kabels toe om de horizontale krachtcomponenten van de tuien op te nemen, waardoor het brugdek vrij bleef van druk en dus instabiliteit vermeden werd. De Pont de Cassagne in Frankrijk (1908) is daar een voorbeeld van.
De echte ontwikkeling van de tuibrug kwam op het einde van de jaren 1930 met het werk van de Duitser Franz Dischinger (1887 - 1953), die door het gebruik van voorgespannen tuikabels in hangbruggen de stijfheid van de structuur sterk wist te verhogen. Na de Tweede Wereldoorlog speelde hij een belangrijke rol in de heropbouw van de verwoeste bruggen over de Rijn.
De 21e eeuw zag de constructie van tuibruggen met een steeds grotere overspanning: de Sutongbrug te Suzhou in China (2008, 1088 m) en de Brug naar het Roesski-eiland over de Oostelijke Bosporus die het eiland Roesski verbindt met Vladivostok (2012, 1104 m).

## Materialen
De tuien worden meestal in hoogwaardig staal uitgevoerd, de pylonen in staal of beton en het brugdek in beton, staal of mixte staal-beton.

## Verschil met een hangbrug
Tuibruggen moeten niet worden verward met hangbruggen. Bij een hangbrug is er geen sprake van kabels die direct van de pilonen naar het brugdek lopen, maar van boogvormige kabels tussen pylonen, waaraan kleinere kabels ('hangers') bevestigd zijn die aan het brugdek vast zitten. Bij hangbruggen zijn nog grotere overspanningen mogelijk, maar de brug is minder stabiel.

Verschil met een hangbrug
Hangbrug
Tuibrug

## Bekende tuibruggen
| - De tuibrug in Godsheide (Hasselt) - De tuibrug over de Ringvaart in Gent, ter hoogte van de Ottergemsesteenweg-Zuid (deel van het project R4-Zuid, 2012-2014) - De tuibrug Pont de Wandre bij Luik (deel van de N667) - De brug bij Ternaaien - De tuibrug Pont de Liège bij Luik - De brug bij Lieze in Lieze - Tuibrug over de Maas bij de stad Hoei | - De Hovenring tussen Eindhoven en Veldhoven - De Galecopperbrug bij Utrecht - De Calatravabruggen in de gemeente Haarlemmermeer - De Eilandbrug bij Kampen - De Molenbrug bij Kampen - De Erasmusbrug in Rotterdam - De Willemsbrug in Rotterdam - De Prins Clausbrug in Utrecht - De voetgangersbrug Sint Martinusbrug in Utrecht - De Martinus Nijhoffbrug bij Zaltbommel - De voetgangersbrug over de A12 in Veenendaal - De Tacitusbrug | - Het viaduct van Millau bij Millau in Frankrijk - De Pont de Normandie bij Le Havre in Frankrijk - De brug van Cassagne een spoorbrug in de Ligne de Cerdagne - De brug van de Grondwet van 1812 in Cádiz in Spanje - De Hangzhoubaai-brug in de Volksrepubliek China - De Abdounbrug in Amman in Jordanië - De Vrijheidsbrug in Novi Sad in Servië - De Millenniumbrug in Podgorica in Montenegro - De Brug naar het Roesski-eiland in Vladivostok in Rusland - De Bhumibolbrug in Bangkok in Thailand - De Brug van Cần Thơ in Cần Thơ in Vietnam - De Rạch Miễubrug in Mỹ Tho in Vietnam - De Sontbrug tussen Kopenhagen (Denemarken) en Malmö (Zweden) |

## Inspecties van tuibruggen
Bij inspecties van tuibruggen moet men vooral kijken naar:
- de toestand van de tuien (corrosie, beschadiging)
- de verankering van de tuien in het brugdek
- de staat van de elementen voor het opnemen van negatieve reacties (indien van toepassing).

## Afbeeldingen

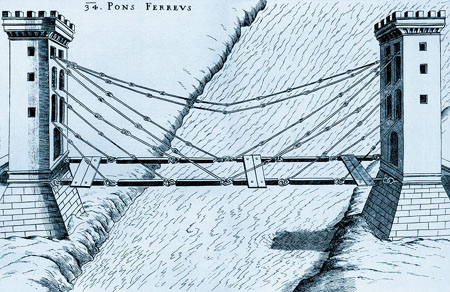
Ontwerp van Fausto Veranzio in Machinae novae (1595/1616)
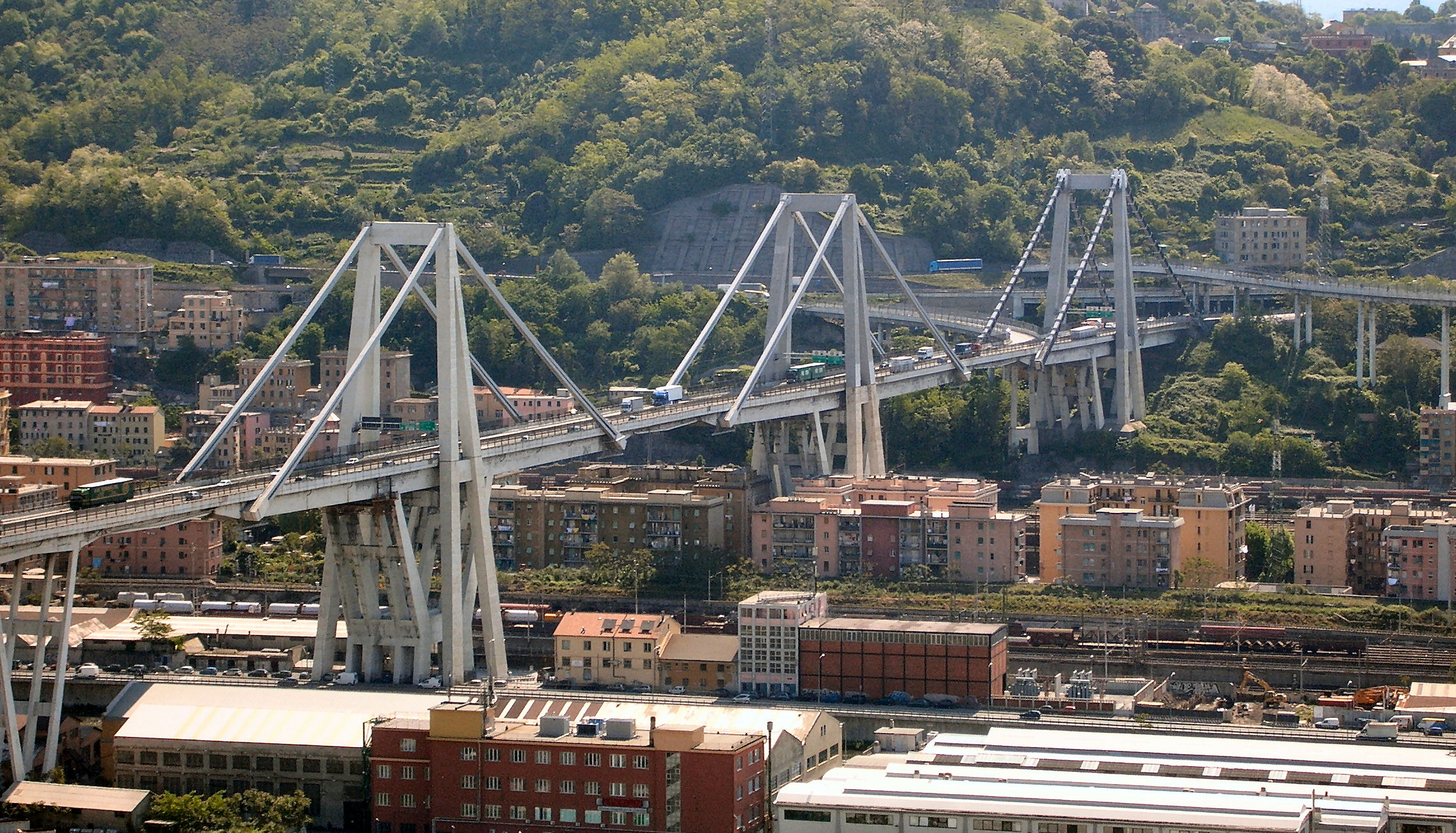
De Ponte Morandi in Genua (1967), waarbij een gering aantal tuikabels werd gebruikt in het ontwerp
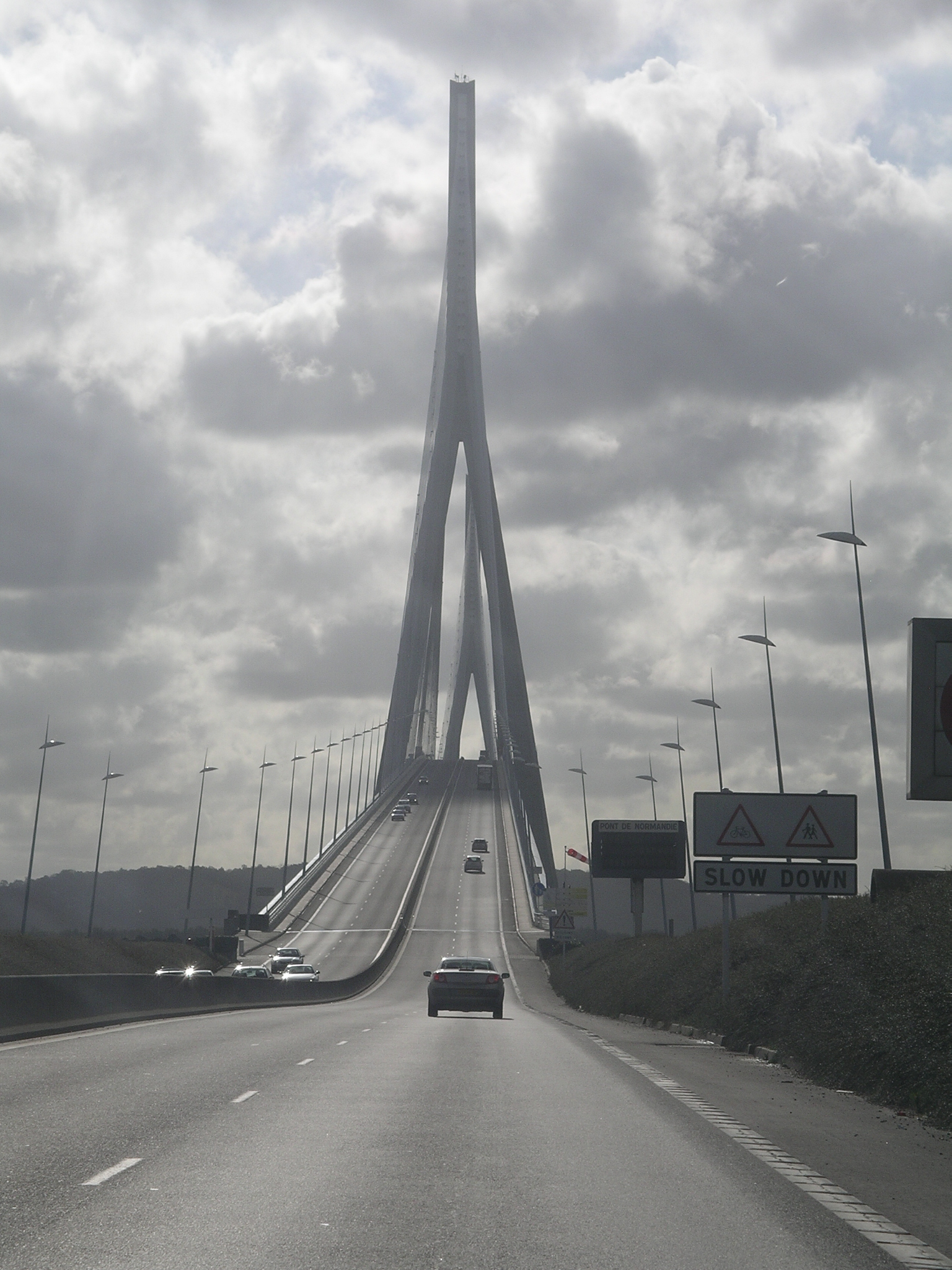
De Pont de Normandie over de Seine (1995) in Frankrijk
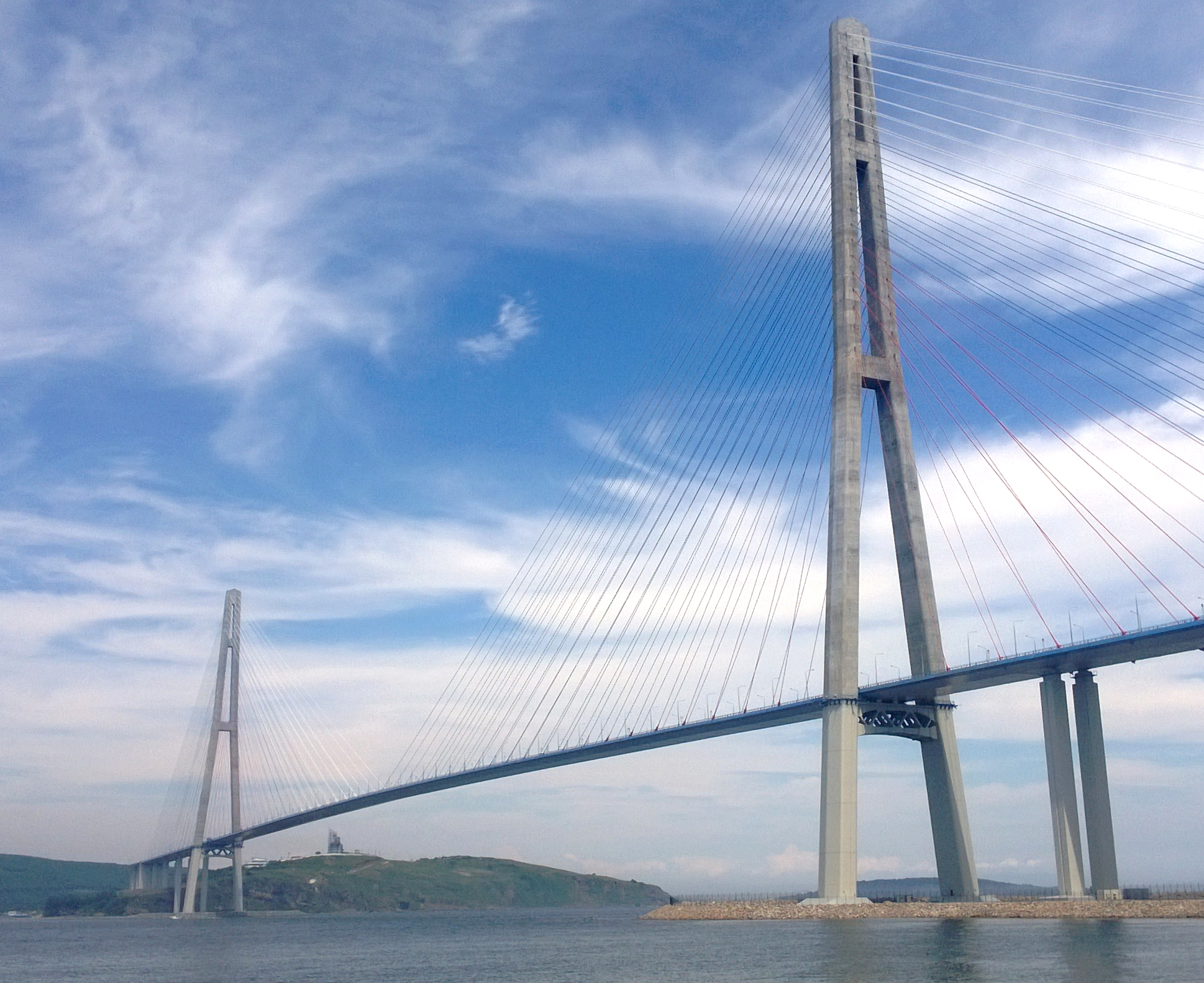
De brug naar het Roesski-eiland (2012), de langste tuibrug ter wereld